# 리쯔치
리쯔치(중국어: 李子柒, 병음: Lǐ Zǐqī, 본명: 리자자(중국어: 李佳佳, 병음: Lǐ Jiājiā), 1990년 7월 6일 ~ )는 쓰촨성 몐양시 출신의 중국 음식 비디오 제작자이다. 한때 중개 회사인 항저우 웨이니아 테크놀로지에 서명했다. 2016년에는 '고풍'의 형태로 원본 음식 비디오를 출판하여 2017년 음식 인터넷 유명인의 1인자로 알려지게 되었다. 요리 외에도 다양한 일을 하고 있어 네티즌들은 그를 '리완냉'이라 부른다.
리쯔치는 "중국부녀보" 2019년 10대 여성 인물, 청두 무형문화유산 홍보 대사, 중국 농촌 청년 부화 지도자 홍보 대사 및 중국농민추수축제 홍보 대사, 제13회 전국청년회 중화전국청년연합회의 회원이다.
2021년 2월 2일 기네스 세계 기록은 리쯔치가 1,530만 유튜브 구독으로 "가장 많은 중국 유튜브 채널 구독" 세계 기록을 경신했다고 발표했다.